# Церковь Святой Параскевы Пятницы (Львов)
Церковь Свято́й Параске́вы Пя́тницы — памятник архитектуры во Львове (Украина). Находится на улице Богдана Хмельницкого, 77. В настоящее время принадлежит Львовско-Сокальской епархии СЦУ.

## История
Храм выполнял роль форпоста обороны за чертой укреплений древнерусского города. В 1977—1978 годах были обнаружены её фундаменты и остатки стен, которые датируются XIII-м — первой половиной XIV веков.
Фундаменты были использованы при возведении здания в 1643—1645 годах. В архитектуре храма проявляются элементы архитектурных традиций Молдавии. В 1908 году шатровое завершение башни было заменено куполом с башенками по образцу башни Корнякта.
Храм выполнен из камня и кирпича, однонефный, с небольшим притвором и гранёной апсидой, двумя часовнями и ризницей, перекрыт сводами. Над притвором возвышается мощная четырёхгранная башня с бойницами. В интерьере сохранились ценные образцы деревянной позолоченной резьбы и станковой живописи первой половины XVII века (возможно, мастерская Ф. Сеньковича). Сохранились также некоторые элементы декора в экстерьере — лепные гербы поддерживавшего строительство молдавского господаря Василия Лупу на хорах и на фасаде. В 1950 проводилась реставрация церкви.